# Івашківці (Тернопільський район)
Іва́шківці —село в Україні, у Збаразькій міській громаді Тернопільського району Тернопільської області. Розташоване на півночі району.
До 2020 підпорядковане Залужанській сільраді. Населення — 100 осіб (2011).

## Населення

### Мова
Розподіл населення за рідною мовою за даними перепису 2001 року:
| Мова       | Кількість | Відсоток |
| ---------- | --------- | -------- |
| українська | 244       | 100%     |

## Історія
12 червня 2020 року, відповідно до Розпорядження Кабінету Міністрів України від  № 724-р «Про визначення адміністративних центрів та затвердження територій територіальних громад Тернопільської області», село увійшло до складу Збаразької міської громади.
19 липня 2020 року, в результаті адміністративно-територіальної реформи та ліквідації Збаразького району, село увійшло до складу новоутвореного Тернопільського району.

## Пам'ятки
Є церква Великомученика Димитрія Солунського.

## Соціальна сфера
Діють загальноосвітня школа І ступеня, клуб, бібліотека, фельдшерський пункт.

## Постаті
- Бойко Володимир Васильович (1994—2022) — солдат Збройних сил України, учасник російсько-української війни.

## Галерея

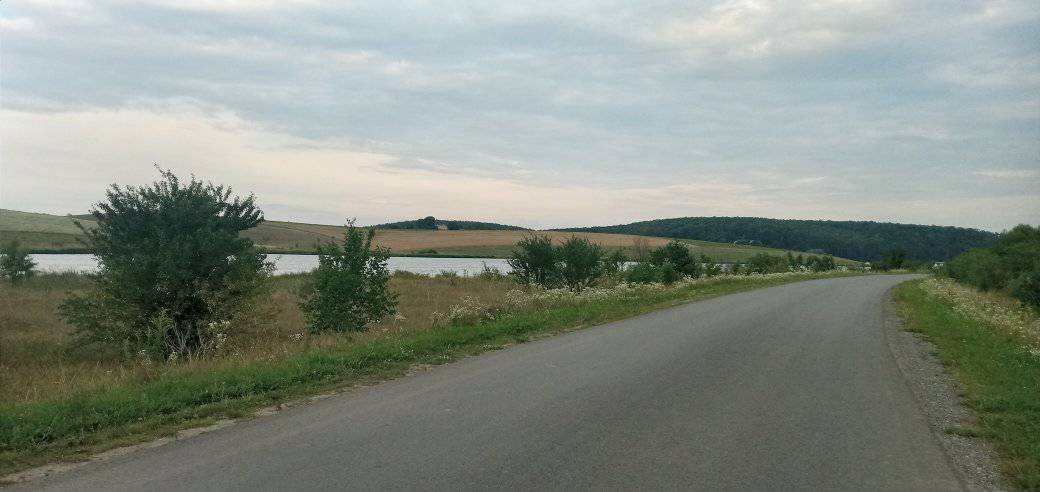
Вид на Івашківці з боку ставу
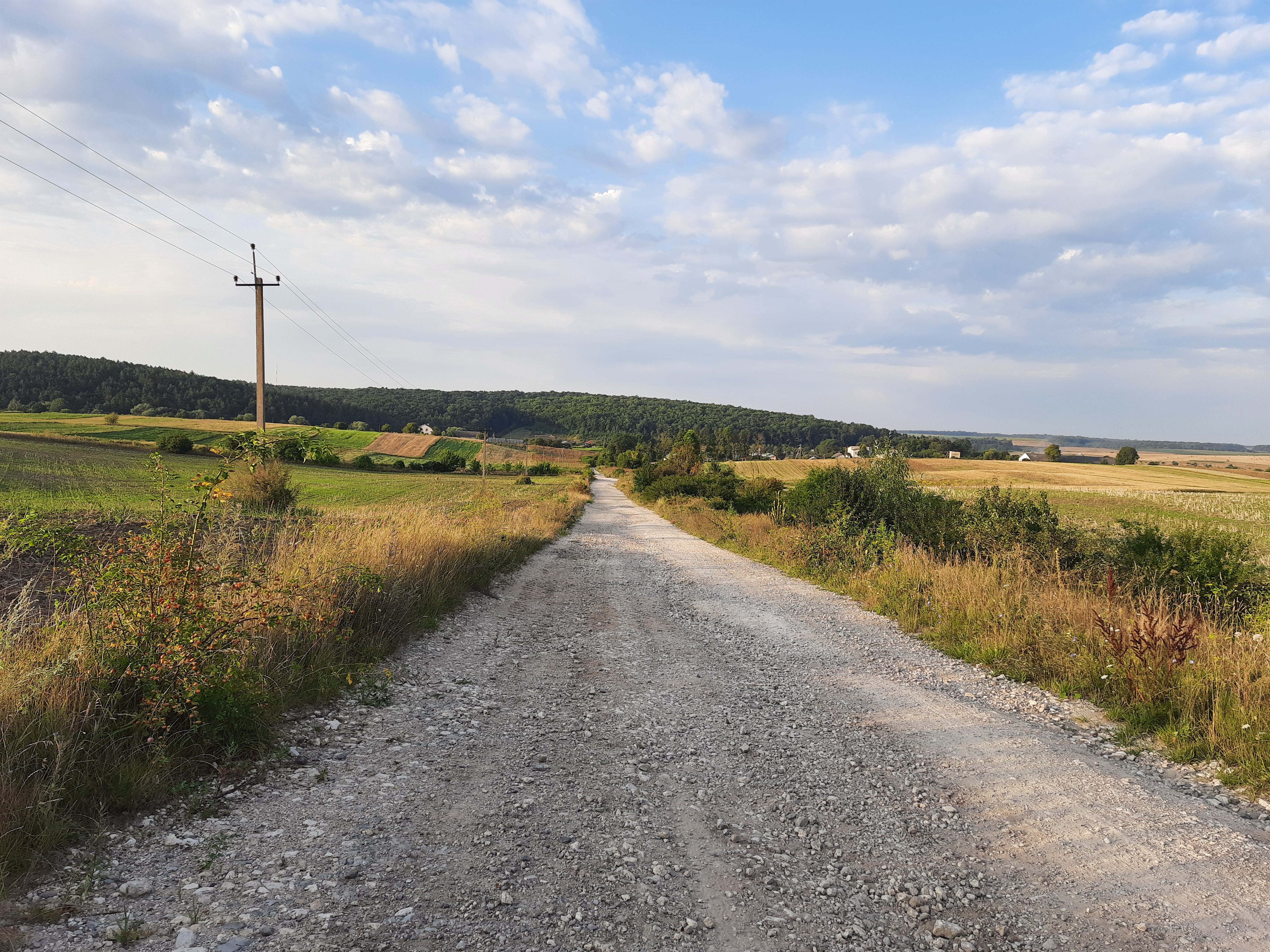
Дорога в село
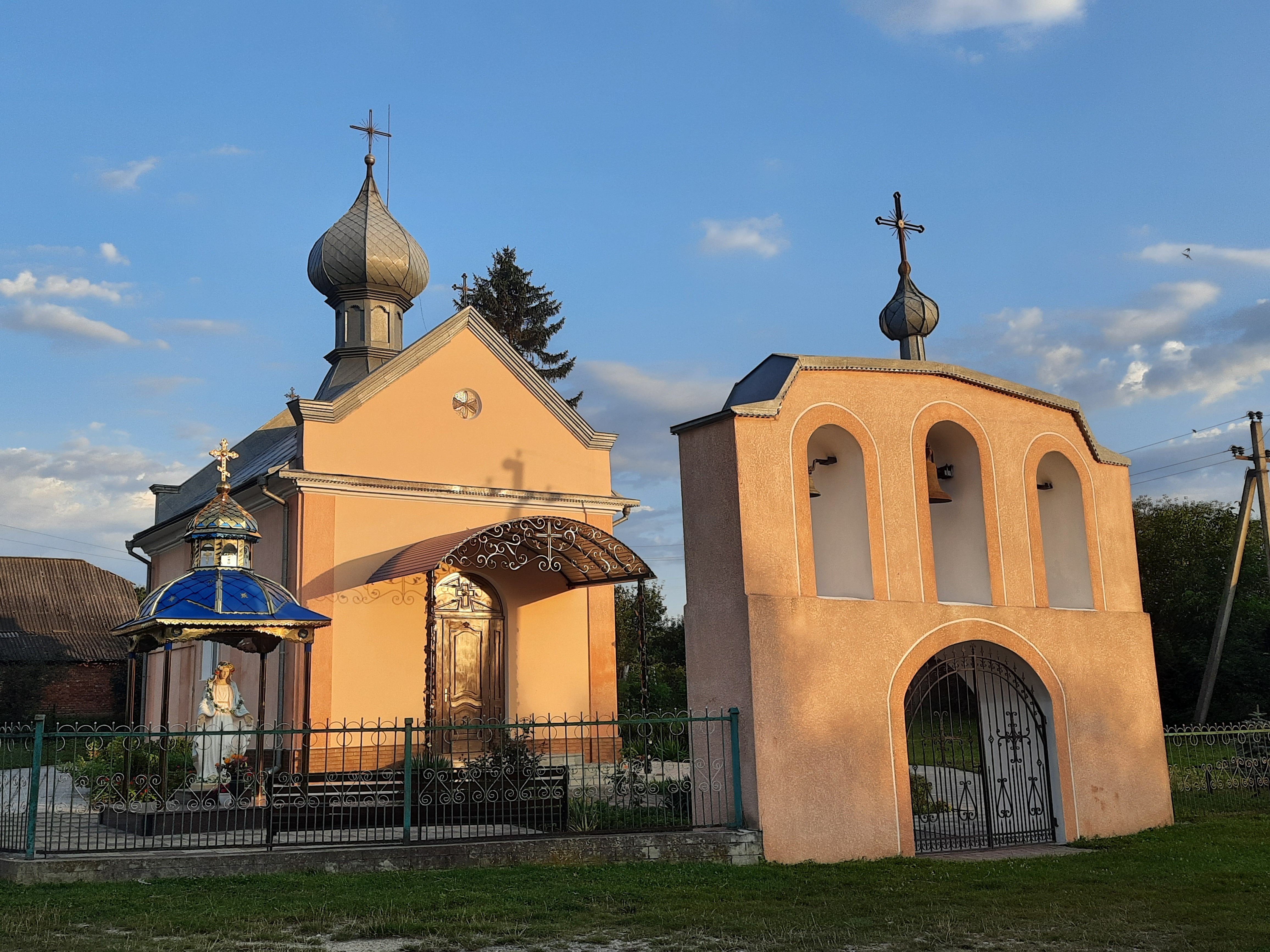
Церква Святого Великомученика Димитрія Солунського
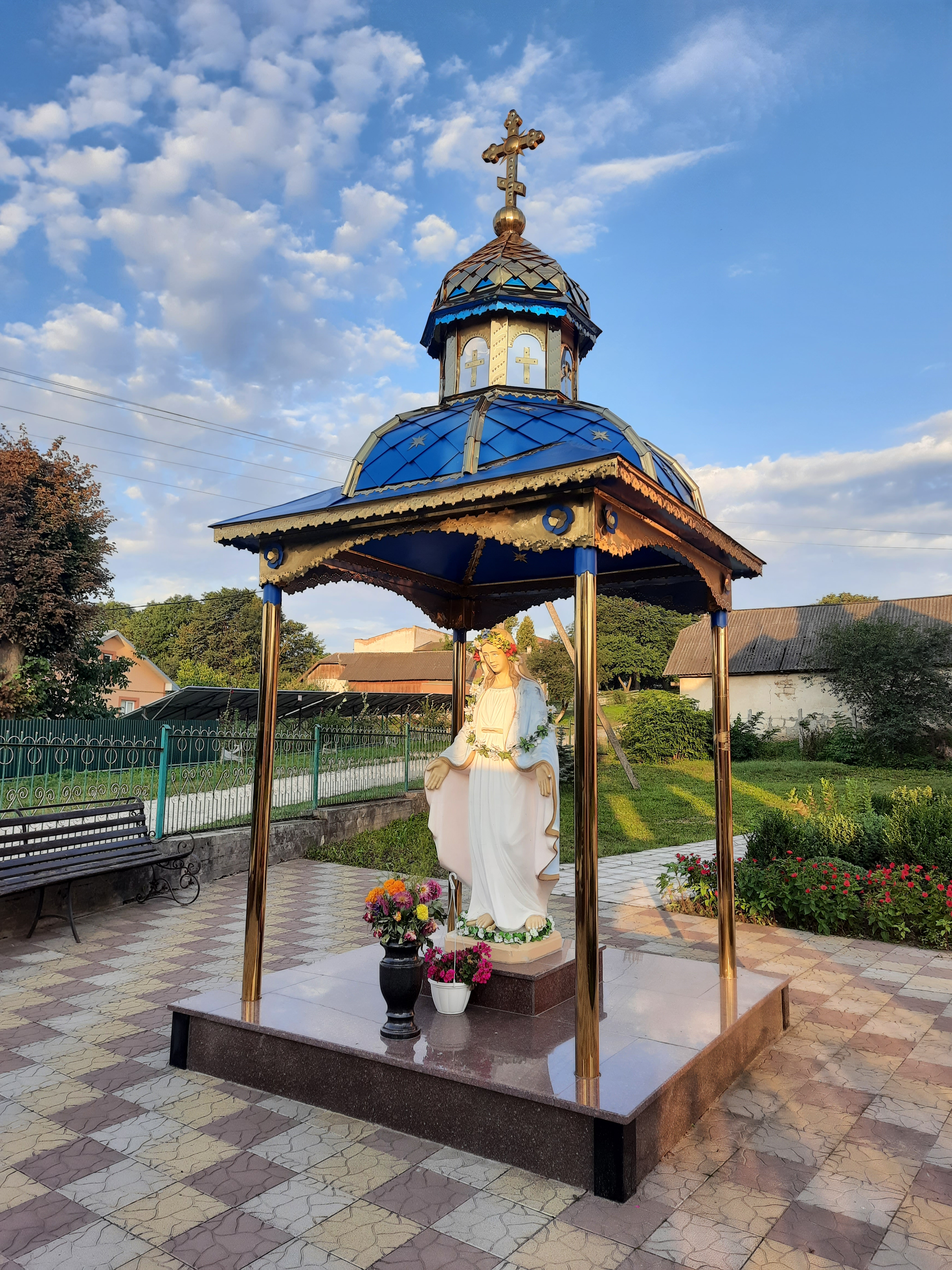
Статуя Божої Матері
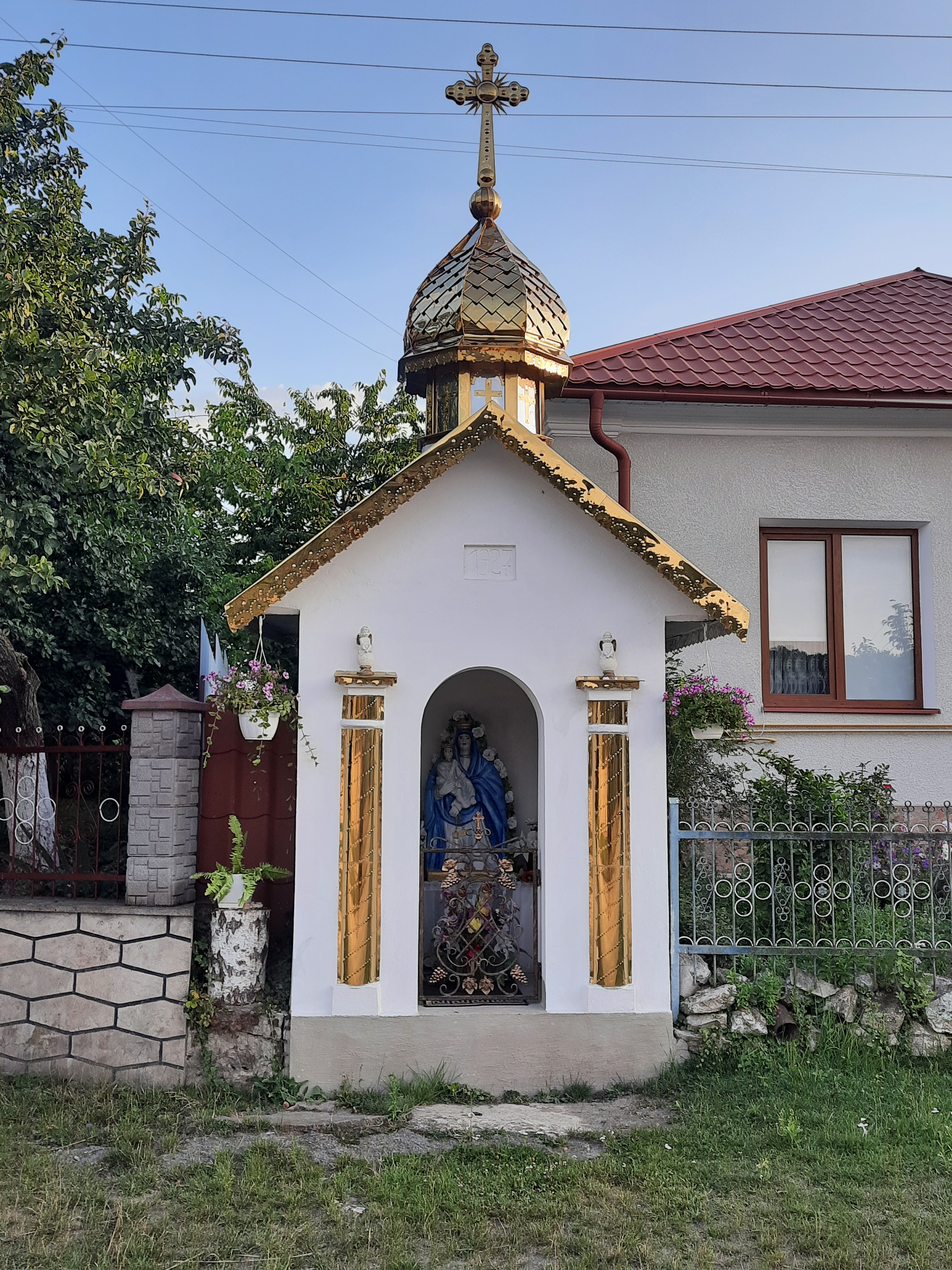
Капличка
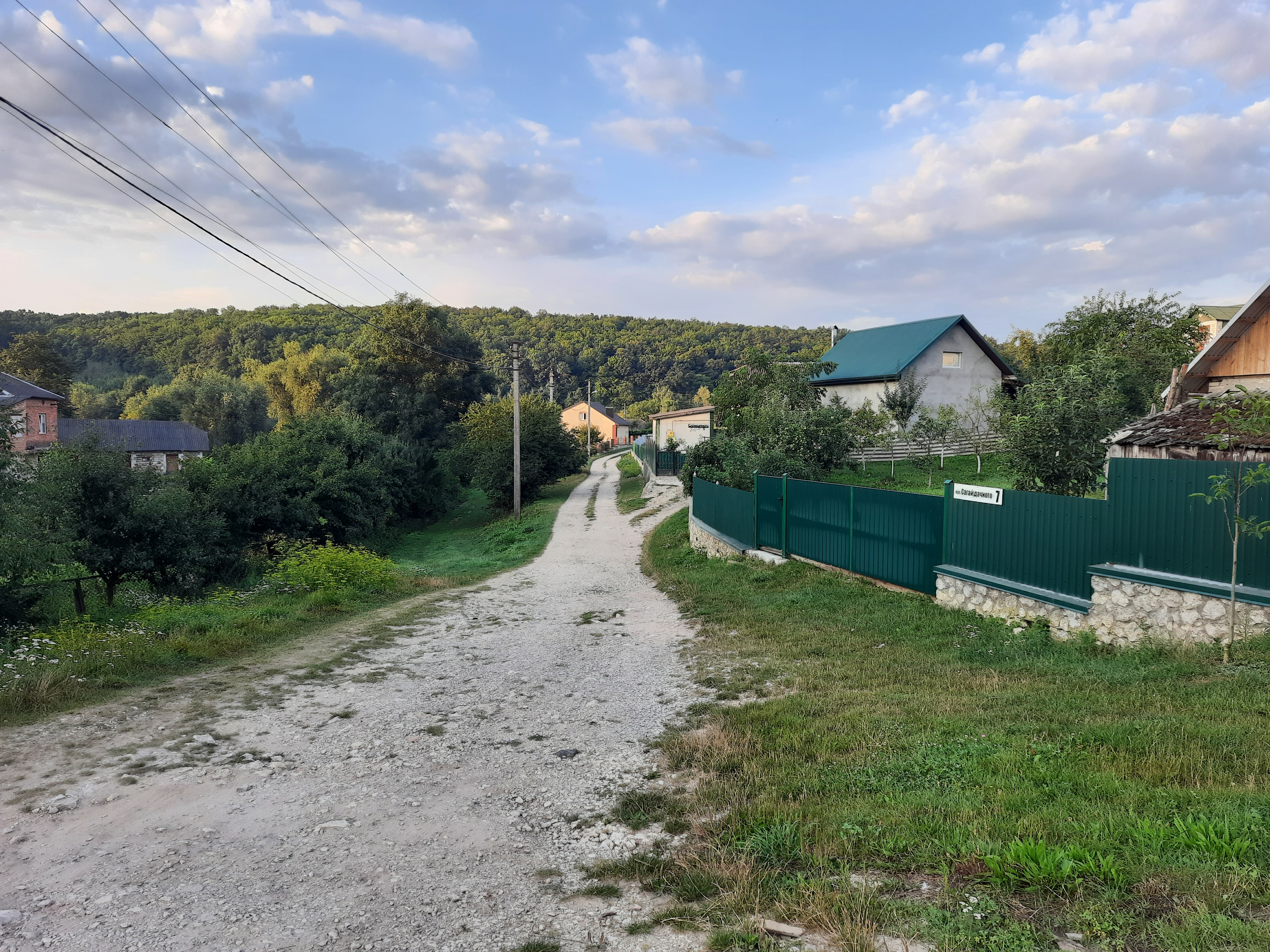
Сільська вулиця
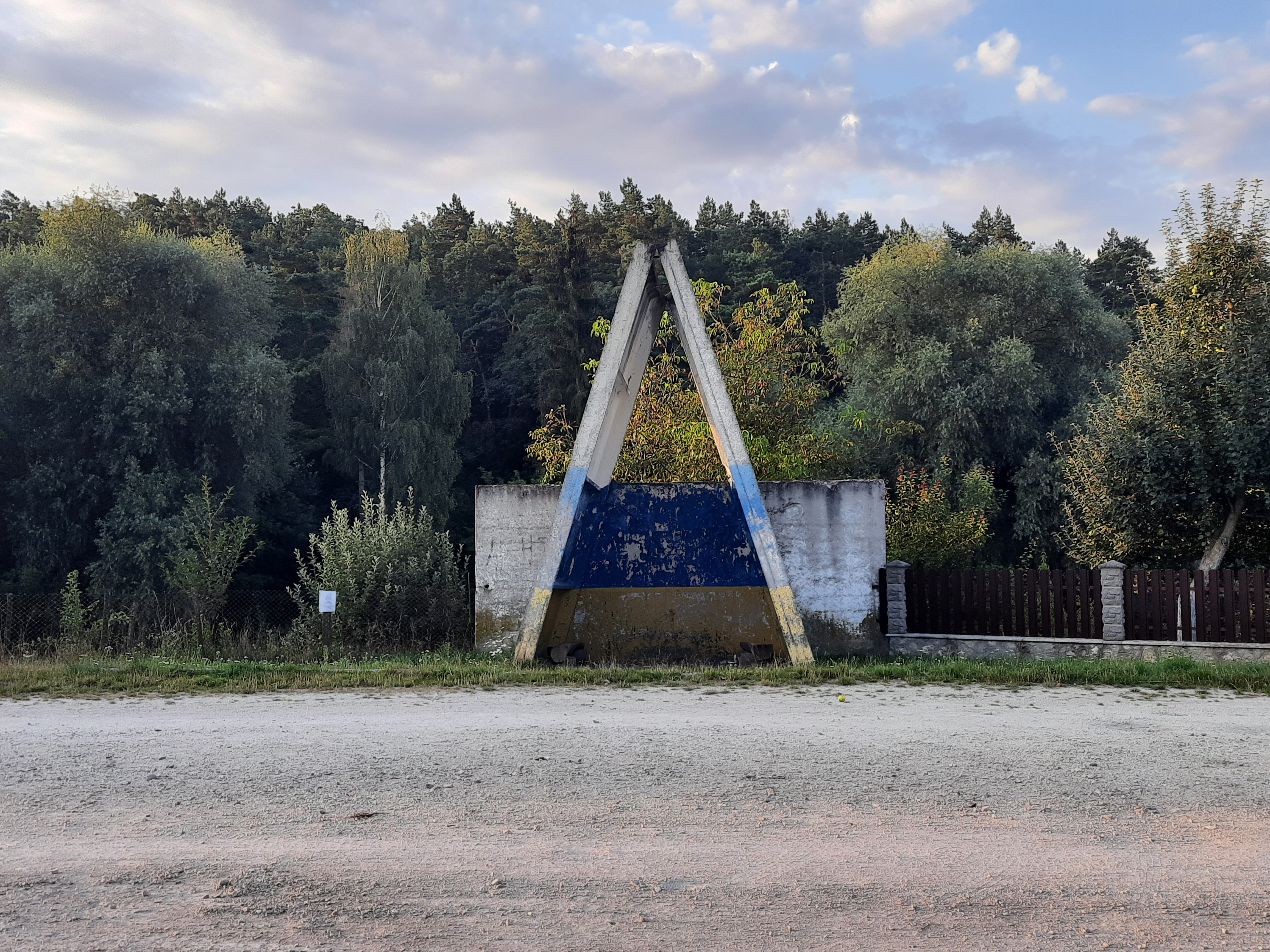
Автобусна зупинка
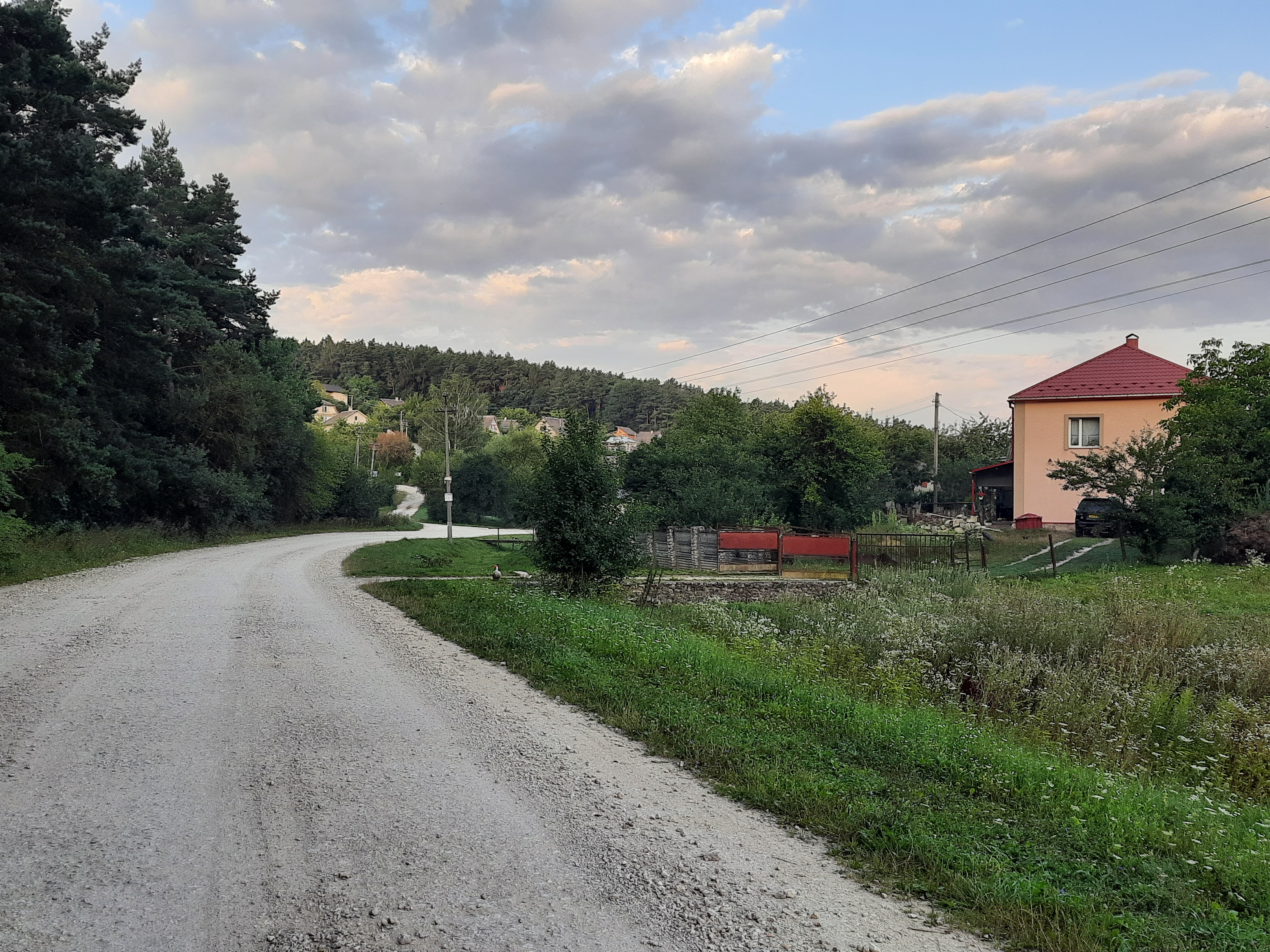
Околиця села